# Tyler Werry
Tyler Werry (Calgary, 22 ottobre 1991) è un ex sciatore alpino canadese.

## Biografia
Tyler Werry ha esordito nel Circo bianco il 19 dicembre 2006 disputando uno slalom gigante valido come gara FIS a Panorama giungendo 45º. In Nor-Am Cup ha esordito il 6 dicembre 2007 nella discesa libera di Lake Louise, non riuscendo a completare la prova, ha conquistato il suo primo podio il 12 marzo 2013, giungendo 2º nel supergigante di Nakiska, e ha colto la prima vittoria nella stagione seguente, il 13 dicembre 2013 nel supergigante di Copper Mountain. In Coppa del Mondo ha debuttato l'8 dicembre 2013 a Beaver Creek, senza riuscire a qualificarsi per la seconda manche in slalom gigante, e ha colto il suo miglior piazzamento il 16 gennaio 2015 a Wengen in combinata (26º).
L'11 febbraio 2017 ha ottenuto a Copper Mountain in combinata la sua ultima vittoria in Nor-Am Cup e l'8 dicembre 2017 a Lake Louise in supergigante il suo ultimo podio nel circuito continentale nordamericano (2º); il 16 dicembre 2017 ha disputato la sua ultima gara in Coppa del Mondo, la discesa libera della Val Gardena nella quale si è classificato 66º, e il 18 marzo 2018 la sua ultima gara in Nor-Am Cup, il supergigante di Kimberley, chiuso da Werry al 15º posto. Al termine di quella stessa stagione 2017-2018 ha annunciato il ritiro dall'attività agonistica ai massimi livelli, pur continuando da allora a prendere parte ad alcune gare FIS (l'ultima il 17 febbraio 2019, il supergigante di Whistler che ha chiuso al 2º posto). In carriera non ha preso parte né a rassegne olimpiche né iridate.

## Palmarès

### Coppa del Mondo
- Miglior piazzamento in classifica generale: 145º nel 2015

### Nor-Am Cup
- Miglior piazzamento in classifica generale: 2º nel 2015
- Vincitore della classifica di discesa libera nel 2015 e nel 2017
- Vincitore della classifica di supergigante nel 2014
- 19 podi:
  - 10 vittorie
  - 3 secondi posti
  - 6 terzi posti

#### Nor-Am Cup - vittorie
| Data             | Località          | Paese       | Specialità |
| ---------------- | ----------------- | ----------- | ---------- |
| 13 dicembre 2013 | Copper Mountain   | Stati Uniti | SG         |
| 10 dicembre 2014 | Lake Louise       | Canada      | DH         |
| 11 dicembre 2014 | Lake Louise       | Canada      | DH         |
| 19 marzo 2015    | Sugarloaf         | Stati Uniti | SG         |
| 20 marzo 2015    | Waterville Valley | Stati Uniti | GS         |
| 12 dicembre 2015 | Panorama          | Canada      | SG         |
| 14 marzo 2016    | Aspen             | Stati Uniti | SG         |
| 8 dicembre 2016  | Lake Louise       | Canada      | DH         |
| 6 febbraio 2017  | Copper Mountain   | Stati Uniti | DH         |
| 11 febbraio 2017 | Copper Mountain   | Stati Uniti | KB         |

Legenda:

DH = discesa libera

SG = supergigante

GS = slalom gigante

KB = combinata

### Campionati canadesi
- 10 medaglie[2]:
  - 2 ori (slalom gigante nel 2014; supergigante nel 2017)
  - 6 argenti (supergigante nel 2013; discesa libera nel 2014; slalom gigante nel 2015; discesa libera, slalom gigante nel 2016; discesa libera nel 2017)
  - 2 bronzi (slalom gigante nel 2013; supergigante nel 2016)